# 카구라 (아즈망가대왕)
카구라(神楽, 이름은 작품에서 등장하지 않음, 한국어 더빙판에서는 나승리)는 일본의 애니메이션과 만화 시리즈 《아즈망가 대왕》에 등장하는 인물이다.
그녀의 성은 신토 예식에서 유래한 것으로, 카구라의 한자 표기 神楽은 '신들의 즐거움'이라는 의미이며, 궁중 및 민간 신사에서 연주되던 전통 음악을 일컫는 말이다. 카구라는 도다야마 가즈히사의 《논문의 교실[리포트에서 졸업논문까지](論文の教室[レポートから卒論まで])》에서 인류학자로 카메오 출연을 한다.

## 인물 소개
시리즈 초반 냐모 선생 반의 학생으로 일찍 등장하지만, 초반에는 자주 등장하지 않으며 큰 비중이 없다. 본격적으로 모습을 나타내는 때는 2학년 유카리 선생의 반에 배정이 되면서부터이다.(유카리는 체육대회 우승을 위해 카구라를 선택했다) 대부분의 시간을 수영에 할애하지만, 모든 운동에 뛰어난 스포츠걸이다. 수영 연습에 많은 시간을 소모하기 때문에 여름 방학에 피부가 타서 몸에 수영복 자국이 난 모습이 발견되기도 한다.
사카키를 향해 일방적인 라이벌 의식을 불태우고 소프트볼, 달리기에 심지어 점심 빨리 먹기까지 모든 방면에 있어 그녀를 능가하려고 애쓴다. 1학년 체육대회 때 달리기 시합에서 사카키에게 패배했고 그녀를 의식하게 된다. 다음 해 같은 반으로 배정된 뒤 사카키를 라이벌로 삼기로 마음먹지만, 동시에 좋은 친구가 되고 싶어하기도 한다. 타고난 운동 실력을 지녔으며(또한 1학년 체육대회 때 카구라가 자신과 순위를 다투던 사실을 기억하지 못하며, 이는 카구라에게 충격을 준다) 지구력 테스트를 제외하고 거의 모든 종목에서 카구라를 제압한다. 사카키와 마찬가지로 카구라도 토모가 그녀의 큰 가슴에 관심을 보일 때 몹시 당황해한다.
지치지 않는 힘을 발산하며 공부에 관심이 없다는 점에서 토모와 비슷하나, 토모처럼 충동적이고 남을 골탕먹이는 행동을 하지 않는다. 시험 성적이 형편없고 학업에 관심이 없기 때문에 토모, 오사카와 함께 '봉쿠라스'(멍청이, 바보들)의 회원에 들어간다.
경쟁심에 의해 휘둘리지만, 의외로 상냥하고 감수성 예민하며, 특별히 타인을 난처하게 만들거나 감동적인 상황에서 눈물을 보이기도 한다. 토모와는 달리 성실한 성격이며, 사카키를 깨무려는 고양이를 놀라게 하여 쫓아 보내거나, 비행기에 탑승할 때 말이 통하지 않음에도 외국인이 짐을 갖고 올라가는 것을 도와주는 등, 다른 사람을 돕기를 좋아한다. 그녀는 여러 방면에서 '마음이 여린 말괄량이'의 전형적인 모습을 보여준다.
카구라는 냐모 선생을 존경하며 때때로 영웅시하기까지 한다. 카구라는 냐모를 종종 '코치'라고 부르며, 그녀의 악명높은 '성인 강좌'의 가장 열렬한 팬이다.

## 성우
TV 시리즈 및 극장판쿠와시마 호코
아즈망가 웹 대왕사이가 미츠키
한국어판박경혜
영어판앨리슨 섬럴

## 캐릭터송
- 《Lazy Crazy ボンクラ-ズ》 하타 아키 작사, 가나이 고스케 작곡
- 《明日は負けない go! Friend》 하타 아키 작사, 헐크 작곡
  - 여기서 카구라는 '인기좋고 불가사의한 여인'을 향한 일방적인 우정을 노래한다.

## 참고 문헌
1. ↑  문화외국어학원. “일본의 전통예능 : 카구라 (神樂 かぐら)”. 2008년 5월 31일에 확인함.